# 大佛寺 (广州)
大佛寺，全称大佛古寺位于中国广东省广州市越秀区北京街道龙藏社区惠福东路惠新中街21号，是一座佛教寺庙。

## 历史
大佛寺始建于南汉年间。当时的南汉开国高祖劉龑信奉佛教而又喜好建筑宫殿，因此在广州城区的东南西北四角各兴建了七座佛寺，以对应天上二十八宿之数。这二十八座佛寺被称为“南汉二十八寺”。现今的大佛寺的前身就是当时的二十八寺里的新藏寺，当时位于广州城的西南角。宋代时，新藏寺同二十八寺中的其它寺庙一道逐渐荒废。元朝时扩建为福田庵。
明代初期朱元璋在位时，福田庵得以扩建。扩建时更名为龙藏寺。龙藏寺的规模很大，往南直到现今北京路丽都酒家附近（当时的南城脚），往北达到现在北京路与西湖路的交界（当时的枕拱北楼）。明朝末期，佛教式微，大佛寺也香火不济，后来改建为巡按御史公署。
清朝顺治七年，平南王尚可喜攻陷广州，大肆屠城。作为巡按御史公署的大佛寺也毁于火灾。然而据说尚可喜晚年常常感到“不祥之兆”，遂采用手下谋士的建议，皈依佛教，兴建佛寺，以还屠城罪孽。后来安南王莫敬耀偕同其子莫元清都统使上京朝觐，路经广州时，尚可喜设宴招待。席间真修和尚请求安南王资助木材。安南王一口承诺，捐助了大量优质的楠木。同时平南王尚可喜自捐王俸，重修寺庙。重修工程于康熙二年（1663年]）动工，新寺庙在次年落成。大殿高、深、宽各30米，供奉三尊铜铸佛像，分别为释迦牟尼佛、阿弥陀佛、弥勒佛，各尊佛像高约6米、重10吨，故名大佛寺。
康熙六年（1667年），尚可喜之子成为驸马，同固伦公主一起回广州省亲。当时尚可喜迎请了第五世班禅喇嘛及四十多位藏传佛教高僧来到广州，举办“无遮大会”，持续四十九天。
雍正十一年（1733年）朝廷向全国佛门降谕旨，整顿沙门。而广州知府选择在大佛寺宣读谕旨，并在大佛寺建了“宣谕亭”。这时的大佛寺达到其历史上最鼎盛的时期，占地超过三万平方米。住寺僧人众多，香火旺盛。乾隆年间扩建，成为广州五大丛林之一。道光十九年（1839年），林则徐到广州查禁鸦片时，在大佛寺内设立“收缴菸土菸枪总局”。
民国十年（1921年），六榕寺、海幢寺、大佛寺和光孝寺的住持与陈隶简、梁季宽、汤瑛等鉴于当时社会“世风日下，物欲横流”，功利主义盛行而社会道德水准降低，于是联合三十多人在大佛寺内成立“广州佛教阅经社”，借弘扬佛法来影响社会。孙中山为此赠阅经社以“阐扬三密”匾。1922年，时任广州市长的孙科将大佛寺大殿附近空地没收充公并拍卖，以筹措北伐所需的军饷。1924年，又计划将全寺充公拍卖。当时的大佛寺住持敬胜和尚连同阅经社的名人出面向广东省政府请愿。陈济棠到寺院调查后，认为大佛寺历史悠久，有文物价值，遂努力将大佛寺基本架构（大殿、毗卢殿、禅堂、库房、方丈堂、僧舍、斋堂等等）保留下来。1926年周恩来在此举办高级培训班，为北伐培养军政人才。
抗日战争期间，寺中的僧人大都离开，只留下三个人看守。广州沦陷后，日伪政府的邮电部门占用了大佛寺部分地方，以堆放电信器材。抗战结束后，原来寺中的僧人陆续回到大佛寺。
1949年中华人民共和国成立后，大佛寺也被借用举办邮电员工训练班和邮电工人子弟学校。这时的大佛寺僧众稀少，香火零落。1956年，邮电工人子弟学校迁出，越秀区教育局占用大佛寺大堂作为惠新西街小学的课堂。
在文化大革命中，因红卫兵按当局的意思“破四旧”而将三尊佛像及观音菩萨像“清出”大佛寺，肢解後送到西村南岸五金厂仓库，准备冶炼。后来因周恩来批示得到保留。1972年尼克松访华时因外交需要，六榕寺是其中一个景点，广州市革命委员会便将被肢解的铜像找出来，焊接复原后移供到了六榕寺。1982年再由政府出资修复原状，到1984年大雄宝殿落成後迁移进去，并由信徒捐资贴金。今天供奉在大佛寺的三尊大像，是仿照原型重新铸造。1986年对外开放，1993年8月9日被公布为广州市文物保护单位，2000年9月成立广东省第一家开放的佛教图书馆，目前正对大佛寺进行扩建。

### 大佛寺图书馆
大佛寺图书馆是一家向社会开放的现代化图书馆，成立于2000年9月。图书馆选址在寺院东侧，初建时占地面积为664平方米，后来移至新址后，超过1200平方米。2003年，大佛寺图书馆成为“广东省立中山图书馆佛教分馆”。2008年，图书馆迁移到一处讨还回来的旧时寺院用地上。全馆收录各类佛教书籍及其他书籍超过一万八千种十五万本，包括《大正藏大藏经》、《乾隆大藏经》、《频伽大藏经》、《洪武大藏经》等经典。馆内不仅设有互联网络，还设有视听室，具备视听、念佛、坐禅等功能。大佛寺图书馆也会定期开展讲经说法、弘法利生的活动，被誉为“繁华都市中的一方净土”。

## 现状
- 参见：v:廣州被清拆史蹟列表

大佛寺正处于扩建之中。扩建工程预计在2010年10月完成。扩建前的大佛寺占地面积大约为6000平方米，扩建后计划达到1.5万平方米。然而，扩建时所要拆除的西湖路骑楼和惠新东街的洋楼都是甚有历史价值的建筑，因此有呼吁尽量保留这些建筑。不过到了2014年3月其中5栋就正式宣布拆除。到2018年7月14日，剩余骑楼亦被清拆。
到大佛寺参观不需付费。即使在扩建工程完成后，也将继续免费。
- 正门
- 山门
- 大雄宝殿
- 大雄宝殿
- 大殿柱础
- 大殿斗栱
- 弘法大楼
- 藏经阁
- 毗卢殿